# Dennis Boutsikaris
Dennis Boutsikaris (Newark (New Jersey), 21 december 1952) is een Amerikaans toneel-, televisie- en voice-overacteur. 
Boutsikaris is vooral bekend van zijn rol als Rich Schweikart in Better Call Saul.

## Biografie
Boutsikaris is een zoon van een Griekse/Amerikaanse vader en Joodse moeder en groeide op in Berkeley Heights, New Jersey. Zijn high school heeft hij doorlopen aan de Hamshire College in Amherst (Massachusetts) en haalde zijn diploma in klassiek theater. Boutsikaris begon met acteren in het theater met het toneelstuk Amadeus als Mozart. Hierna heeft hij nog meerdere rollen gespeeld in het theater, hiervoor heeft hij twee Obie Awards gewonnen. De eerste in 1985 voor zijn rol in Nest of the Woodgrouse en in 1992 voor zijn rol in Sight Unseen. Ook kreeg hij voor de laatste rol een Drama Desk Award alsook een CableACE Award voor zijn rol in Chasing the Dragon in 1995. In zijn carrière heeft hij ook over de honderd audioboeken ingesproken.
Boutsikaris begon in 1980 met acteren voor film en televisie in de film Rappaccini's Daughter. Hierna heeft hij nog meer dan 110 rollen gespeeld in films en televisieseries zoals Crocodile Dundee II (1988), Boys on the Side (1995), ER (1998), Law & Order (1990-2004), Six Degrees (2006-2007) en W. (2008).
Boutsekaris is in 1982 getrouwd en heeft hieruit twee kinderen, in 2002 zijn zij gescheiden.

## Filmografie[3]

### Films
Selectie:
- 2016 Money Monster – als Avery Goodloe
- 2015 Freeheld – als Pat Gerrity
- 2012 The Bourne Legacy – als Terrence Ward
- 2010 My Soul to Take – als schoolhoofd Pratt
- 2008 W. – als Paul Wolfowitz
- 1996 Surviving Picasso – als Kootz
- 1995 Boys on the Side – als Massarelli
- 1988 Internal Affairs – als Jerry Renfrew
- 1988 Crocodile Dundee II – als Bob Tanner
- 1987 *batteries not included – als Mason Bayler

### Televisieseries
Uitgezonderd eenmalige gastrollen.
- 2024 Sugar - als Bernie Siegel - 8 afl.
- 2023 Mayfair Witches - als Albrecht - 3 afl.
- 2015 – 2022 Better Call Saul – als Rick Schweikart – 15 afl.
- 2019 Blindspot – als Lucas Nash – 2 afl.
- 2017 – 2018 Salvation – als dr. Malcolm Croft – 11 afl.
- 2016 – 2018 Billions – als Kenneth Malverne – 4 afl.
- 2017 Quantico – als Henry Roarke – 6 afl.
- 2011 – 2012 The Good Wife – als Tommy Segara – 2 afl.
- 2011 - 2012 Shameless - als professor Hearst - 5 afl.
- 2006 – 2007 Six Degrees – als Leonard Raiston – 4 afl.
- 2006 – 2007 Close to Home – als Paul Ramont – 2 afl.
- 2005 – 2006 Related – als professor Kasnov – 4 afl.
- 1996 – 2004 Law & Order – als Al Archer – 4 afl.
- 2001 – 2002 100 Centre Street – als Gil Byrnes – 9 afl.
- 1998 – 1999 Trinity – als Josh – 6 afl.
- 1998 ER – als dr. David Kotlowitz – 4 afl.
- 1998 Diagnosis Murder – als Neil Burnside – 2 afl.
- 1997 The Last Don – als Skippy Deere – miniserie
- 1995 Misery Loves Compagny – als Loe – 8 afl.
- 1992 – 1993 The Jackie Thomas Show – als Jerry Harper – 18 afl.
- 1990 – 1992 Law & Order – als Richard 'Dick' Berkley – 2 afl.
- 1991 Stat – als dr. Tony Menzies – 6 afl.
- 1981 – 1982 Nurse – als Joe Calvo – 10 afl.

- Biblioteca Nacional de España: XX1169189
- Bibliothèque nationale de France: cb14158271x (data)
- International Standard Name Identifier: 0000 0001 1953 5900
- Library of Congress Control Number: no95051610
- MusicBrainz: 739f4040-2abe-4406-82de-1e592cd65b83
- Nederlandse Thesaurus van Auteursnamen: 195175182
- Système universitaire de documentation: 201794993
- Virtual International Authority File: 102340007
- WorldCat: E39PBJgXc7HDM8MxRTdg8WvT73